# Cylindrocolea obtusifolia
Cylindrocolea obtusifolia là một loài rêu trong họ Cephaloziellaceae. Loài này được Fulford mô tả khoa học đầu tiên năm 1976.